# Élections législatives de 1962 dans l'Yonne
Les élections législatives françaises de 1962 se déroulent les 18 et 25 novembre 1962. Dans le département de l'Yonne, trois députés sont à élire dans le cadre de trois circonscriptions.

## Élus
| Circonscription | Député sortant                        | Parti | Parti | Député élu ou réélu | Parti | Parti   |
| --------------- | ------------------------------------- | ----- | ----- | ------------------- | ----- | ------- |
| 1re             | André Laffin suppléant de René Walter |       | UNR   | Pierre Lemarchand   |       | UNR-UDT |
| 2e              | Jean Chamant                          |       | CNIP  | Jean Chamant        |       | RI      |
| 3e              | Gaston Perrot                         |       | UNR   | Gaston Perrot       |       | UNR-UDT |

## Résultats

### Résultats à l'échelle du département
| Parti          | Parti                                          | Premier tour | Premier tour | Second tour | Second tour | Sièges |
| Parti          | Parti                                          | Voix         | %            | Voix        | %           | Sièges |
| -------------- | ---------------------------------------------- | ------------ | ------------ | ----------- | ----------- | ------ |
|                | Union pour la nouvelle République (UDT)        | 29 507       | 27,13        | 42 798      | 55,47       | 2      |
|                | Républicains indépendants                      | 20 952       | 19,27        |             |             | 1      |
|                | Modérés                                        | 6 024        | 5,54         | Retrait     | Retrait     | 0      |
|                | Majorité présidentielle                        | 56 483       | 51,94        | 42 798      | 55,47       | 3      |
|                |                                                |              |              |             |             |        |
|                | Centre national des indépendants et paysans    | 3 388        | 3,12         | Retrait     | Retrait     | 0      |
|                | Centre démocratique                            | 3 388        | 3,12         |             |             | 0      |
|                |                                                |              |              |             |             |        |
|                | Parti communiste français                      | 23 985       | 22,06        | 26 450      | 34,28       | 0      |
|                | Section française de l'Internationale ouvrière | 14 385       | 13,23        | Retrait     | Retrait     | 0      |
|                | Parti radical                                  | 8 236        | 7,57         | 7 904       | 10,24       | 0      |
|                | Parti socialiste unifié                        | 2 268        | 2,09         |             |             | 0      |
|                |                                                |              |              |             |             |        |
| Inscrits       | Inscrits                                       | 170 101      | 100,00       | 116 344     | 100,00      | 3      |
| Abstentions    | Abstentions                                    | 56 180       | 33,03        | 35 010      | 30,09       |        |
| Votants        | Votants                                        | 113 921      | 66,97        | 81 334      | 69,91       |        |
| Blancs et nuls | Blancs et nuls                                 | 5 176        | 4,54         | 4 182       | 5,14        |        |
| Exprimés       | Exprimés                                       | 108 745      | 95,46        | 77 152      | 94,86       |        |

### Résultats par circonscription

#### Première circonscription (Auxerre)
| Candidat       | Candidat               | Parti          | Premier tour | Premier tour | Second tour | Second tour |  |
| Candidat       | Candidat               | Parti          | Voix         | %            | Voix        | %           |  |
| -------------- | ---------------------- | -------------- | ------------ | ------------ | ----------- | ----------- |  |
|                | Pierre Lemarchand élu  | UNR-UDT        | 9 938        | 30,67        | 17 044      | 48,85       |  |
|                | Guy Lavrat             | PCF            | 6 264        | 19,33        | 9 940       | 28,49       |  |
|                | Gérard Vée             | SFIO           | 4 822        | 14,88        | Retrait     | Retrait     |  |
|                | Jean-Michel Renaitour  | Radsoc         | 4 303        | 13,28        | 7 904       | 22,66       |  |
|                | Charles-Albert Houette | CNIP           | 3 388        | 10,46        | Retrait     | Retrait     |  |
|                | Armand Touche          | Modérés        | 2 808        | 8,67         | Retrait     | Retrait     |  |
|                | Gérard Bloch           | PSU            | 880          | 2,72         |             |             |  |
|                |                        |                |              |              |             |             |  |
| Inscrits       | Inscrits               | Inscrits       | 52 904       | 100,00       | 52 996      | 100,00      |  |
| Abstentions    | Abstentions            | Abstentions    | 19 255       | 36,4         | 16 713      | 31,54       |  |
| Votants        | Votants                | Votants        | 33 649       | 63,6         | 36 283      | 68,46       |  |
| Blancs et nuls | Blancs et nuls         | Blancs et nuls | 1 246        | 3,7          | 1 395       | 3,84        |  |
| Exprimés       | Exprimés               | Exprimés       | 32 403       | 96,3         | 34 888      | 96,16       |  |

#### Deuxième circonscription (Avallon)
|                | Jean Chamant sortant réélu | RI             | 20 952 | 60,28  |  |  |  |
|                | Jean Redron                | PCF            | 7 567  | 21,77  |  |  |  |
|                | Jacques Piette             | SFIO           | 6 241  | 17,95  |  |  |  |
|                |                            |                |        |        |  |  |  |
| Inscrits       | Inscrits                   | Inscrits       | 53 835 | 100,00 |  |  |  |
| Abstentions    | Abstentions                | Abstentions    | 16 636 | 30,9   |  |  |  |
| Votants        | Votants                    | Votants        | 37 199 | 69,1   |  |  |  |
| Blancs et nuls | Blancs et nuls             | Blancs et nuls | 2 439  | 6,56   |  |  |  |
| Exprimés       | Exprimés                   | Exprimés       | 34 760 | 93,44  |  |  |  |

#### Troisième circonscription (Sens)
| Candidat       | Candidat                    | Parti          | Premier tour | Premier tour | Second tour | Second tour |  |
| Candidat       | Candidat                    | Parti          | Voix         | %            | Voix        | %           |  |
| -------------- | --------------------------- | -------------- | ------------ | ------------ | ----------- | ----------- |  |
|                | Gaston Perrot sortant réélu | UNR-UDT        | 19 569       | 47,06        | 25 754      | 60,94       |  |
|                | Jean Cordillot              | PCF            | 10 154       | 24,42        | 16 510      | 39,06       |  |
|                | Jean-Paul Coffre            | Radsoc         | 3 933        | 9,46         | Retrait     | Retrait     |  |
|                | Michel Cordeviola           | SFIO           | 3 322        | 7,99         | Retrait     | Retrait     |  |
|                | René Saffroy                | Modérés        | 3 216        | 7,73         | Retrait     | Retrait     |  |
|                | André Ponchel               | PSU            | 1 388        | 3,34         |             |             |  |
|                |                             |                |              |              |             |             |  |
| Inscrits       | Inscrits                    | Inscrits       | 63 362       | 100,00       | 63 348      | 100,00      |  |
| Abstentions    | Abstentions                 | Abstentions    | 20 289       | 32,02        | 18 297      | 28,88       |  |
| Votants        | Votants                     | Votants        | 43 073       | 67,98        | 45 051      | 71,12       |  |
| Blancs et nuls | Blancs et nuls              | Blancs et nuls | 1 491        | 3,46         | 2 787       | 6,19        |  |
| Exprimés       | Exprimés                    | Exprimés       | 41 582       | 96,54        | 42 264      | 93,81       |  |